# 既晴
既晴（きせい）は台湾の推理作家。本名は陳信宏。台湾推理作家協会の前身となった台湾推理倶楽部の主催者。現会員。

## 略歴
1995年、台湾の推理小説誌『推理雑誌』に掲載された短編「考前計劃」（試験準備）でデビュー。2002年、長編『請把門鎖好』（しっかりと鍵をかけなさい）で第4回皇冠大衆小説賞の大賞を受賞した。
台湾推理作家協会の前身となった台湾推理倶楽部の主催者であり、台湾の推理小説界で中心的な役割を果たしている。
台湾推理作家協会賞の選考委員を務めるほか、浮文誌新人賞（浮文誌新人獎、日本の文芸雑誌『ファウスト』（講談社）が主催するファウスト賞の台湾版）の選考委員も務めている。
2006年10月には台北の誠品書店信義店で綾辻行人と島崎博との座談会、2007年4月8日には同店で島田荘司との座談会を行うなど、日本の推理作家との交流も多い。

## 作品リスト
単行本
- 請把門鎖好 （しっかりと鍵をかけなさい、 皇冠文化出版、2002年2月）
- 別進地下道 （アンダーパスに入れないで、皇冠文化出版、2003年12月）
- 魔法妄想症 （小知堂文化事業有限公司、2004年7月）[1]  - 初出2000年
- 網路凶鄰 （皇冠文化出版、2005年2月）
- 超能殺人基因 （皇冠文化出版、2005年11月）
- 献給愛情的犯罪 （愛情に捧げる犯罪、小知堂文化事業有限公司、2006年1月） - 短編集
  - 「考前計劃」（1995年）、「復仇計劃」（1996年）、「鴦歌」（1997年）、「我的愛情與死亡」収録
- 重返刑案現場 （事件現場に戻ろう、金城出版社、2006年7月） - 法医学者の高大成との共著
- 修羅火 （皇冠文化出版、2006年9月）
- 病態 （皇冠文化出版、2008年2月） - 短編集
- 感應 （皇冠文化出版、2010年12月） - 短編集

アンソロジー収録短編
- 月与人狼 （『台湾推理作家協会傑作選1』、2008年3月） - 初出2004年